# Super Reds FC
El Super Reds FC fue un equipo de fútbol de Corea del Sur que alguna vez jugó en la S.League, la liga de fútbol más importante de Singapur.

## Historia
Fue fundado en el año 2007 por la comunidad coreana de Singapur con apoyo de diversos sectores de la población coreana en Singapur como la embajada, empresarios coreanos y la Asociación Coreana de Singapur. El club nació con el nombre Korean Super Reds FC, pero lo cambiaron al más reciente meses después.
Antes de iniciar la temporada 2009, el club retuvo a sus jugadores e incluso tenían como proyecto cambiar su nombre por el de Yishun Super Reds FC y convertirlo en un club de Singapur, pero al equipo le negaron la plaza para la temporada 2010 y desapareció.